# The Brilliant Green
The Brilliant Green é uma banda de rock japonesa formada em 1997, lançada pela Sony Music Entertainment Japan.

## História e visão geral
O The Brilliant Green é muito influenciado pela música ocidental, a maior parte predominantemente Os Beatles, com mais de metade das suas canções incluindo letras em inglês. O seu sucesso veio em 1998, quando o seu terceiro single "There Will Be Love There" ("Haverá Amor Lá") foi escolhido como a canção-tema da telenovela japonesa "Love Again" , o que os levou diretamente para o topo das listas. Após também verem sucesso com o single "Tsumetai Hana" ("Flor Fria") eles lançaram o seu álbum de estreia auto-intitulado que vendeu mais de um milhão de cópias em apenas dois dias.[carece de fontes?] Graças a este sucesso, a sua primeira turnê nacional, intitulada "There Will Be Live There", esgota em todo Japão em apenas três minutos.[carece de fontes?]
Em 2001, a revista Time nomeou The Brilliant Green como um dos dez principais atos contemporâneos fora dos Estados Unidos..
Após o lançamento do The Winter Album, os membros da banda mudou com a projetos solo, mas o grupo nunca oficialmente rompeu-se. Kawase partiu para a carreira solo como Tommy February6, que posteriormente veio a se tornar Tommy Heavenly6. Matsui também começou uma nova banda chamada Meister. Em 22 de novembro de 2003, Kawase e Okuda anunciaram seu casamento. 
Em 1º de junho de 2007, foi anunciado que, após cinco anos de inatividade, The Brilliant Green seria retornando com uma nova único para comemorar seu 10º aniversário. A canção intitulada, "Stand by Me", foi escolhido como o tema que termina para a nova série de TV de ficção, Detective School Q, que começou em 3 de julho de 2007. A volta começou a ser sério em 22 de agosto de 2007, tal como as novas lojas o único hit. 
A banda apareceu em seu primeiro show bom viver desde a sua volta a jogar Iwafune Mountain Cliff Stage em 21 de outubro de 2007. Este desempenho foi parte do Iwafune Cliff Stage Special 2007 com o musical do The Brilliant Green que aparecem ao lado de outros atos incluindo DxD, Sowelu e Viagrade.
O segundo lançamento de sua única volta, "Enemy", foi dado em lançamento do Natal, em 12 de dezembro de 2007. Os seguintes único, intitulado "Ash Like Snow" aparece como um tema de abertura da série anime, Mobile Suit Gundam 00. Em 20 de fevereiro de 2008, uma compilação álbum, intitulado Complete Singles Collection '97-'08 foi lançado. A banda também tem uma linha mencionado na entrevista que um novo álbum está atualmente em estúdio as obras, que consiste em não registada anteriormente músicas que foram escritas ao longo dos últimos dez anos..

## Membros
- Tomoko Kawase (川瀬 智子, Kawase Tomoko) – Vocais.
- Ryo Matsui (松井 亮 (Matsui Ryō) - Guitarra solo, bateria
- Shunsaku Okuda (奥田 俊作 (Okuda Shunsaku) – Guitarra rítmica, violão, baixo.

## Discografia

### Álbuns
- The Brilliant Green (19 de Setembro de 1998)
- Terra 2001 (8 de Setembro de 1999)
- Los Angeles (1º de Janeiro de 2001)
- The Winter Album (4 de Dezembro de 2002)
- BLACKOUT (9 de Setembro de 2010)

### Compilações
- Complete Singles Collection '97-'08 (20 de Fevereiro de 2008)

### Singles
- "Bye Bye Mr. Mug" (21 de Setembro de 1997)
- "Goodbye and Good Luck" (1º de Dezembro de 1997)
- "There Will Be Love There ~Ai no aru Basho~" (13 de Maio de 1998)
- "Tsumetai Hana" (26 de Agosto de 1998)
- "Sono Speed De" (27 de Janeiro de 1999)
- "Nagai Tameiki no You Ni" (10 de Março de 1999)
- "Ai no Ai no Hoshi" (18 de Agosto de 1999)
- "Call My Name" (22 de Setembro de 1999)
- "Bye! My Boy!" (1º de Dezembro de 1999)
- "Hello Another Way ~Sorezore no Basho~" (31 de Maio de 2000)
- "Angel Song ~Eve no Kane~" (15 de Outubro de 2000)
- "Forever to Me ~Owarinaki Kanashimi~" (14 de Abril de 2002)
- "Rainy Days Never Stays" (31 de Julho de 2002)
- "I'm So Sorry Baby" (9 de Outubro de 2002)
- "Stand By Me" (22 de Agosto de 2007)
- "Enemy" (12 de Dezembro de 2007)
- "Ash Like Snow" (6 de Fevereiro de 2008)